# Saigon (singolo)
Saigon è un singolo del rapper italiano Gué Pequeno, pubblicato il 26 giugno 2020 come primo estratto del sesto album in studio Mr. Fini.

## Descrizione
Il titolo del brano si rifà alla più popolosa città vietnamita, Ho Chi Minh, anticamente chiamata Saigon.

## Classifiche
| Classifica (2020) | Posizione massima |
| ----------------- | ----------------- |
| Italia            | 16                |